# Freestyle-Skiing-Weltcup 1982
Die Saison 1982 war die 3. Saison des von der Fédération Internationale de Ski (FIS) veranstalteten Freestyle-Skiing-Weltcups. Sie begann am 2. Januar 1982 in Snoqualmie und endete am 26. März 1982 in Tignes. Ausgetragen wurden Wettbewerbe in den Disziplinen Aerials (Springen), Moguls (Buckelpiste), Ballett und in der Kombination.

## Männer

### Weltcupwertungen
| Rang | Name              | Punkte |
| ---- | ----------------- | ------ |
| 1.   | Frank Beddor      | 476    |
| 2.   | Peter Judge       | 411    |
| 3.   | Bruce Bolesky     | 360    |
| 4.   | Alain Laroche     | 332    |
| 5.   | Mike Nemesvary    | 275    |
| 6.   | Rick Bowie        | 249    |
| 7.   | Dominique Laroche | 243    |
| 8.   | Paul Rosenberg    | 208    |
| 9.   | Keith Reid        | 206    |
| 10.  | Jim Eddy          | 205    |

| Rang | Name              | Punkte |
| ---- | ----------------- | ------ |
| 1.   | Craig Clow        | 142    |
| 2.   | Jean Corriveau    | 140    |
| 3.   | Mike Nemesvary    | 139    |
| 4.   | Jean-Marc Rozon   | 135    |
| 5.   | Sandro Wirth      | 134    |
| 6.   | Dominique Laroche | 133    |
| 7.   | Yves Laroche      | 129    |
| 8.   | Wayne Hilterbrand | 116    |
| 9.   | Frank Beddor      | 115    |
| 10.  | Peter Judge       | 107    |

| Rang | Name            | Punkte |
| ---- | --------------- | ------ |
| 1.   | Nano Pourtier   | 141    |
| 2.   | Frank Beddor    | 140    |
| 3.   | Bill Keenan     | 124    |
| 4.   | Jean Dutruilh   | 121    |
|      | Stefan Engström | 121    |
| 6.   | Philippe Deiber | 118    |
| 7.   | Bruce Bolesky   | 118    |
| 8.   | Mauro Mottini   | 113    |
| 9.   | George Baetz    | 100    |
| 10.  | Helmut Bauer    | 100    |

| Rang | Name               | Punkte |
| ---- | ------------------ | ------ |
| 1.   | Ian Edmondson      | 149    |
| 2.   | Hermann Reitberger | 147    |
| 3.   | Ernst Garhammer    | 137    |
| 4.   | Richard Schabl     | 132    |
| 5.   | Frank Beddor       | 131    |
| 6.   | Daniel Cote        | 127    |
| 7.   | Peter Judge        | 121    |
| 8.   | Bruce Bolesky      | 116    |
| 9.   | Jacques Poillion   | 108    |
| 10.  | Alain Laroche      | 94     |

| Rang | Name           | Punkte |
| ---- | -------------- | ------ |
| 1.   | Frank Beddor   | 90     |
| 2.   | Peter Judge    | 84     |
| 3.   | Bruce Bolesky  | 80     |
| 4.   | Alain Laroche  | 72     |
| 5.   | Mike Nemesvary | 57     |
| 6.   | Jim Eddy       | 57     |
| 7.   | Paul Rosenberg | 55     |
| 8.   | Rick Bowie     | 54     |
| 9.   | Glen Eddy      | 51     |
| 10.  | Keith Reid     | 49     |

### Podestplätze

#### Moguls
| Datum            | Ort              | Disz. | 1. Platz        | 2. Platz      | 3. Platz        |
| ---------------- | ---------------- | ----- | --------------- | ------------- | --------------- |
| 2. Januar 1982   | Snoqualmie       | MO    | Nano Pourtier   | Frank Beddor  | Tom Bell        |
| 8. Januar 1982   | Blackcomb        | MO    | Nano Pourtier   | Mauro Mottini | Frank Beddor    |
| 23. Januar 1982  | Angel Fire       | MO    | Nano Pourtier   | Bill Keenan   | Stuart O’Brein  |
| 29. Januar 1982  | Sugarbush        | MO    | Bill Keenan     | Nano Pourtier | Stefan Engström |
| 4. Februar 1982  | Mont Sainte-Anne | MO    | Nano Pourtier   | George Baetz  | Helmut Bauer    |
| 5. Februar 1982  | Mont Sainte-Anne | MO    | Frank Beddor    | Nano Pourtier | Stefan Engström |
| 26. Februar 1982 | Sella Nevea      | MO    | Stefan Engström | Frank Beddor  | Bruce Bolesky   |
| 5. März 1982     | Adelboden        | MO    | Nano Pourtier   | Bruce Bolesky | Frank Beddor    |
| 14. März 1982    | Livigno          | MO    | Bill Keenan     | Peter Judge   | Andrea Schenk   |
| 21. März 1982    | Oberjoch         | MO    | Philippe Deiber | Frank Beddor  | Jean Dutruilh   |
| 24. März 1982    | Tignes           | MO    | Jean Dutruilh   | Philippe Bron | Andrea Schenk   |

#### Aerials
| Datum            | Ort              | Disz. | 1. Platz        | 2. Platz          | 3. Platz          |
| ---------------- | ---------------- | ----- | --------------- | ----------------- | ----------------- |
| 10. Januar 1982  | Blackcomb        | AE    | Jean-Marc Rozon | Jean Corriveau    | Rick Bowie        |
| 17. Januar 1982  | Calgary          | AE    | Mike Nemesvary  | Craig Clow        | Frank Beddor      |
| 31. Januar 1982  | Morin Heights    | AE    | Jean Corriveau  | Craig Clow        | Mike Nemesvary    |
| 7. Februar 1982  | Mont Sainte-Anne | AE    | Jean Corriveau  | Dominique Laroche | Yves Laroche      |
| 28. Februar 1982 | Sella Nevea      | AE    | Jean Corriveau  | Mike Nemesvary    | Craig Clow        |
| 7. März 1982     | Adelboden        | AE    | Sandro Wirth    | Jean-Marc Rozon   | Dominique Laroche |
| 12. März 1982    | Livigno          | AE    | Mike Nemesvary  | Jean-Marc Rozon   | Yves Laroche      |
| 21. März 1982    | Oberjoch         | AE    | Jean Corriveau  | Craig Clow        | Dominique Laroche |
| 26. März 1982    | Tignes           | AE    | Craig Clow      | Sandro Wirth      | Dominique Laroche |

#### Ballett
| Datum            | Ort              | Disz. | 1. Platz           | 2. Platz           | 3. Platz                     |
| ---------------- | ---------------- | ----- | ------------------ | ------------------ | ---------------------------- |
| 3. Januar 1982   | Snoqualmie       | AC    | Hermann Reitberger | Richard Schabl     | Bruce Bolesky                |
| 9. Januar 1982   | Blackcomb        | AC    | Richard Schabl     | Hermann Reitberger | Ernst Garhammer              |
| 16. Januar 1982  | Calgary          | AC    | Ian Edmondson      | Hermann Reitberger | Ernst Garhammer              |
| 22. Januar 1982  | Angel Fire       | AC    | Ian Edmondson      | Frank Beddor       | Peter Judge Jacques Poillion |
| 26. Januar 1982  | Poconos          | AC    | Hermann Reitberger | Ernst Garhammer    | Daniel Cote                  |
| 6. Februar 1982  | Mont Sainte-Anne | AC    | Ian Edmondson      | Hermann Reitberger | Daniel Cote                  |
| 27. Februar 1982 | Sella Nevea      | AC    | Hermann Reitberger | Ian Edmondson      | Ernst Garhammer              |
| 6. März 1982     | Adelboden        | AC    | Hermann Reitberger | Ian Edmondson      | Ernst Garhammer              |
| 13. März 1982    | Livigno          | AC    | Ian Edmondson      | Hermann Reitberger | Ernst Garhammer              |
| 20. März 1982    | Oberjoch         | AC    | Hermann Reitberger | Ian Edmondson      | Ernst Garhammer              |
| 25. März 1982    | Tignes           | AC    | Ian Edmondson      | Daniel Cote        | Hermann Reitberger           |

#### Kombination
| Datum            | Ort              | Disz. | 1. Platz     | 2. Platz      | 3. Platz          |
| ---------------- | ---------------- | ----- | ------------ | ------------- | ----------------- |
| 10. Januar 1982  | Blackcomb        | CO    | Rick Bowie   | Frank Beddor  | Bruce Bolesky     |
| 31. Januar 1982  | Morin Heights    | CO    | Frank Beddor | Peter Judge   | Rick Bowie        |
| 4. Februar 1982  | Mont Sainte-Anne | CO    | Frank Beddor | Bruce Bolesky | Rick Bowie        |
| 7. Februar 1982  | Mont Sainte-Anne | CO    | Peter Judge  | Frank Beddor  | Rick Bowie        |
| 28. Februar 1982 | Sella Nevea      | CO    | Frank Beddor | Bruce Bolesky | Peter Judge       |
| 7. März 1982     | Adelboden        | CO    | Frank Beddor | Bruce Bolesky | Peter Judge       |
| 14. März 1982    | Livigno          | CO    | Peter Judge  | Alain Laroche | Dominique Laroche |
| 21. März 1982    | Oberjoch         | CO    | Frank Beddor | Alain Laroche | Bruce Bolesky     |
| 26. März 1982    | Tignes           | CO    | Frank Beddor | Peter Judge   | Alain Laroche     |

## Frauen

### Weltcupwertungen
| Rang | Name                 | Punkte |
| ---- | -------------------- | ------ |
| 1.   | Marie-Claude Asselin | 127    |
| 2.   | Conny Kissling       | 99     |
| 3.   | Hayley Wolff         | 88     |
| 4.   | Lucie Barma          | 59     |
| 5.   | Jan Bucher           | 48     |
| 6.   | Hilary Engisch       | 48     |
| 7.   | Christine Rossi      | 44     |
| 8.   | Catherine Frarier    | 42     |
| 9.   | Betsy Conroy         | 40     |
| 10.  | Eveline Wirth        | 39     |

| Rang | Name                 | Punkte |
| ---- | -------------------- | ------ |
| 1.   | Marie-Claude Asselin | 48     |
| 2.   | Maja Berg            | 37     |
| 3.   | Conny Kissling       | 35     |
| 4.   | Hayley Wolff         | 33     |
| 5.   | Catherine Frarier    | 23     |
| 6.   | Anika Wignas         | 23     |
| 7.   | Betsy Conroy         | 22     |
| 8.   | Eveline Wirth        | 20     |
| 9.   | Patricia Picard      | 18     |
| 10.  | Susi Schmidl         | 13     |

| Rang | Name                 | Punkte |
| ---- | -------------------- | ------ |
| 1.   | Hilary Engisch       | 48     |
| 2.   | Hayley Wolff         | 33     |
| 3.   | Lisa Downing         | 31     |
| 4.   | Mary Jo Tiampo       | 30     |
| 5.   | Christina Hornberg   | 28     |
| 6.   | Marie-Claude Asselin | 27     |
| 7.   | Lucie Barma          | 24     |
| 8.   | Erika Gallizzi       | 24     |
| 9.   | Jennifer Wilson      | 12     |
| 10.  | Beatrice Schmidt     | 9      |

| Rang | Name                 | Punkte |
| ---- | -------------------- | ------ |
| 1.   | Jan Bucher           | 48     |
| 2.   | Christine Rossi      | 44     |
| 3.   | Conny Kissling       | 38     |
| 4.   | Lucie Barma          | 35     |
| 5.   | Monika Fügmann       | 34     |
| 6.   | Marie-Claude Asselin | 22     |
| 7.   | Hedy Garhammer       | 17     |
| 8.   | Karen Benker         | 10     |
| 9.   | Patricia Picard      | 8      |
| 10.  | Eveline Wirth        | 7      |

| Rang | Name                 | Punkte |
| ---- | -------------------- | ------ |
| 1.   | Marie-Claude Asselin | 30     |
| 2.   | Conny Kissling       | 23     |
| 3.   | Hayley Wolff         | 21     |
| 4.   | Catherine Frarier    | 12     |
| 5.   | Betsy Conroy         | 8      |
| 6.   | Eveline Wirth        | 7      |
| 7.   | Patricia Picard      | 7      |
| 8.   | Lisa Downing         | 1      |
| 8.   | Anika Wignas         | 1      |
| 8.   | Diana Williams       | 1      |

### Podestplätze

#### Moguls
| Datum            | Ort              | Disz. | 1. Platz           | 2. Platz             | 3. Platz        |
| ---------------- | ---------------- | ----- | ------------------ | -------------------- | --------------- |
| 2. Januar 1982   | Snoqualmie       | MO    | Hilary Engisch     | Lucie Barma          | Lisa Downing    |
| 8. Januar 1982   | Blackcomb        | MO    | Hilary Engisch     | Jennifer Wilson      | Madelin Uvhagen |
| 23. Januar 1982  | Angel Fire       | MO    | Christina Hornberg | Lisa Downing         | Hilary Engisch  |
| 29. Januar 1982  | Sugarbush        | MO    | Hilary Engisch     | Marie-Claude Asselin | Hayley Wolff    |
| 4. Februar 1982  | Mont Sainte-Anne | MO    | Hilary Engisch     | Christina Hornberg   | Lucie Barma     |
| 5. Februar 1982  | Mont Sainte-Anne | MO    | Hilary Engisch     | Lisa Downing         | Erika Gallizzi  |
| 26. Februar 1982 | Sella Nevea      | MO    | Mary Jo Tiampo     | Marie-Claude Asselin | Lucie Barma     |
| 5. März 1982     | Adelboden        | MO    | Hilary Engisch     | Christina Hornberg   | Hayley Wolff    |
| 14. März 1982    | Livigno          | MO    | Hilary Engisch     | Mary Jo Tiampo       | Lucie Barma     |
| 21. März 1982    | Oberjoch         | MO    | Hayley Wolff       | Hilary Engisch       | Erika Gallizzi  |
| 24. März 1982    | Tignes           | MO    | Hilary Engisch     | Lisa Downing         | Lucie Barma     |

#### Aerials
| Datum            | Ort              | Disz. | 1. Platz             | 2. Platz             | 3. Platz          |
| ---------------- | ---------------- | ----- | -------------------- | -------------------- | ----------------- |
| 10. Januar 1982  | Blackcomb        | AE    | Marie-Claude Asselin | Hayley Wolff         | Eveline Wirth     |
| 17. Januar 1982  | Calgary          | AE    | Marie-Claude Asselin | Conny Kissling       | Betsy Conroy      |
| 31. Januar 1982  | Morin Heights    | AE    | Marie-Claude Asselin | Conny Kissling       | Hayley Wolff      |
| 7. Februar 1982  | Mont Sainte-Anne | AE    | Marie-Claude Asselin | Maja Berg            | Catherine Frarier |
| 28. Februar 1982 | Sella Nevea      | AE    | Marie-Claude Asselin | Susi Schmidl         | Anika Wignas      |
| 7. März 1982     | Adelboden        | AE    | Marie-Claude Asselin | Maja Berg            | Conny Kissling    |
| 12. März 1982    | Livigno          | AE    | Maja Berg            | Marie-Claude Asselin | Conny Kissling    |
| 21. März 1982    | Oberjoch         | AE    | Maja Berg            | Marie-Claude Asselin | Susi Schmidl      |
| 26. März 1982    | Tignes           | AE    | Marie-Claude Asselin | Maja Berg            | Catherine Frarier |

#### Ballett
| Datum            | Ort              | Disz. | 1. Platz        | 2. Platz        | 3. Platz        |
| ---------------- | ---------------- | ----- | --------------- | --------------- | --------------- |
| 3. Januar 1982   | Snoqualmie       | AC    | Jan Bucher      | Conny Kissling  | Lucie Barma     |
| 9. Januar 1982   | Blackcomb        | AC    | Christine Rossi | Lucie Barma     | Monika Fügmann  |
| 16. Januar 1982  | Calgary          | AC    | Christine Rossi | Jan Bucher      | Monika Fügmann  |
| 22. Januar 1982  | Angel Fire       | AC    | Jan Bucher      | Conny Kissling  | Monika Fügmann  |
| 26. Januar 1982  | Poconos          | AC    | Jan Bucher      | Christine Rossi | Lucie Barma     |
| 6. Februar 1982  | Mont Sainte-Anne | AC    | Jan Bucher      | Christine Rossi | Conny Kissling  |
| 27. Februar 1982 | Sella Nevea      | AC    | Jan Bucher      | Lucie Barma     | Karen Benker    |
| 6. März 1982     | Adelboden        | AC    | Jan Bucher      | Conny Kissling  | Christine Rossi |
| 13. März 1982    | Livigno          | AC    | Jan Bucher      | Monika Fügmann  | Lucie Barma     |
| 20. März 1982    | Oberjoch         | AC    | Jan Bucher      | Christine Rossi | Conny Kissling  |
| 25. März 1982    | Tignes           | AC    | Christine Rossi | Jan Bucher      | Conny Kissling  |

#### Kombination
| Datum            | Ort              | Disz. | 1. Platz             | 2. Platz             | 3. Platz             |
| ---------------- | ---------------- | ----- | -------------------- | -------------------- | -------------------- |
| 10. Januar 1982  | Blackcomb        | CO    | Marie-Claude Asselin | Hayley Wolff         | Betsy Conroy         |
| 31. Januar 1982  | Morin Heights    | CO    | Conny Kissling       | Hayley Wolff         | Marie-Claude Asselin |
| 4. Februar 1982  | Mont Sainte-Anne | CO    | Marie-Claude Asselin | Conny Kissling       | Hayley Wolff         |
| 7. Februar 1982  | Mont Sainte-Anne | CO    | Marie-Claude Asselin | Conny Kissling       | Hayley Wolff         |
| 28. Februar 1982 | Sella Nevea      | CO    | Marie-Claude Asselin | Catherine Frarier    | Hayley Wolff         |
| 7. März 1982     | Adelboden        | CO    | Marie-Claude Asselin | Conny Kissling       | Hayley Wolff         |
| 14. März 1982    | Livigno          | CO    | Eveline Wirth        | Marie-Claude Asselin | Betsy Conroy         |
| 21. März 1982    | Oberjoch         | CO    | Marie-Claude Asselin | Hayley Wolff         | Conny Kissling       |
| 26. März 1982    | Tignes           | CO    | Marie-Claude Asselin | Catherine Frarier    | Conny Kissling       |